# Blu (Annalisa Minetti e FRE)
Blu è un singolo della cantautrice italiana Annalisa Minetti e del rapper italiano di origine nigeriana FRE pubblicato il 16 giugno 2023.

## Descrizione
Il singolo è prodotto da FRE ed è un duetto in cui convivono sia il pop di Annalisa Minetti che il rap di FRE. Il tema del brano è l'amore estivo il quale può risultare intenso e sconvolgente per la vita ma anche effimero, scomparendo il giorno seguente.
La copertina del singolo è un cono gelato blu.

## Tracce
1. Blu – 2:27